# Building Bridges
Building Bridges – singel ESC Vienna All Stars z gościnnym udziałem Conchity Wurst w postaci wokalu głównego, wydany 18 maja 2015 nakładem ORF-Enterprise. Utwór był piosenką otwierającą finał 60. Konkursu Piosenki Eurowizji organizowanego w Wiedniu.
Utwór napisał David Malin, a za kompozycję odpowiadali Dorothee Freiberger, Kurt Pongratz oraz David Bronner. W nagraniu utworu, prócz Conchity Wurst, uczestniczyła grupa muzyczna The Suparar Kids, Wiedeński Chór Chłopięcy, prezenterki telewizyjne Arabella Kiesbauer, Alice Tumler oraz Mirjam Weichselbraun, a także raper Left Boy. Kompozycja powstała przy akompaniamencie Orkiestry Symfonicznej Radia Wiedeńskiego pod batutą Petera Pejtsika.
Singel dotarł do 22. miejsca na oficjalnej austriackiej liście sprzedaży Ö3 Austria Top 40.

## Lista utworów
- Digital download[1]

1. „Building Bridges” – 4:57

## Notowania
| Kraj    | Notowanie (2015)  | Najwyższa pozycja |
| ------- | ----------------- | ----------------- |
| Austria | Ö3 Austria Top 40 | 22                |